# Lanietz

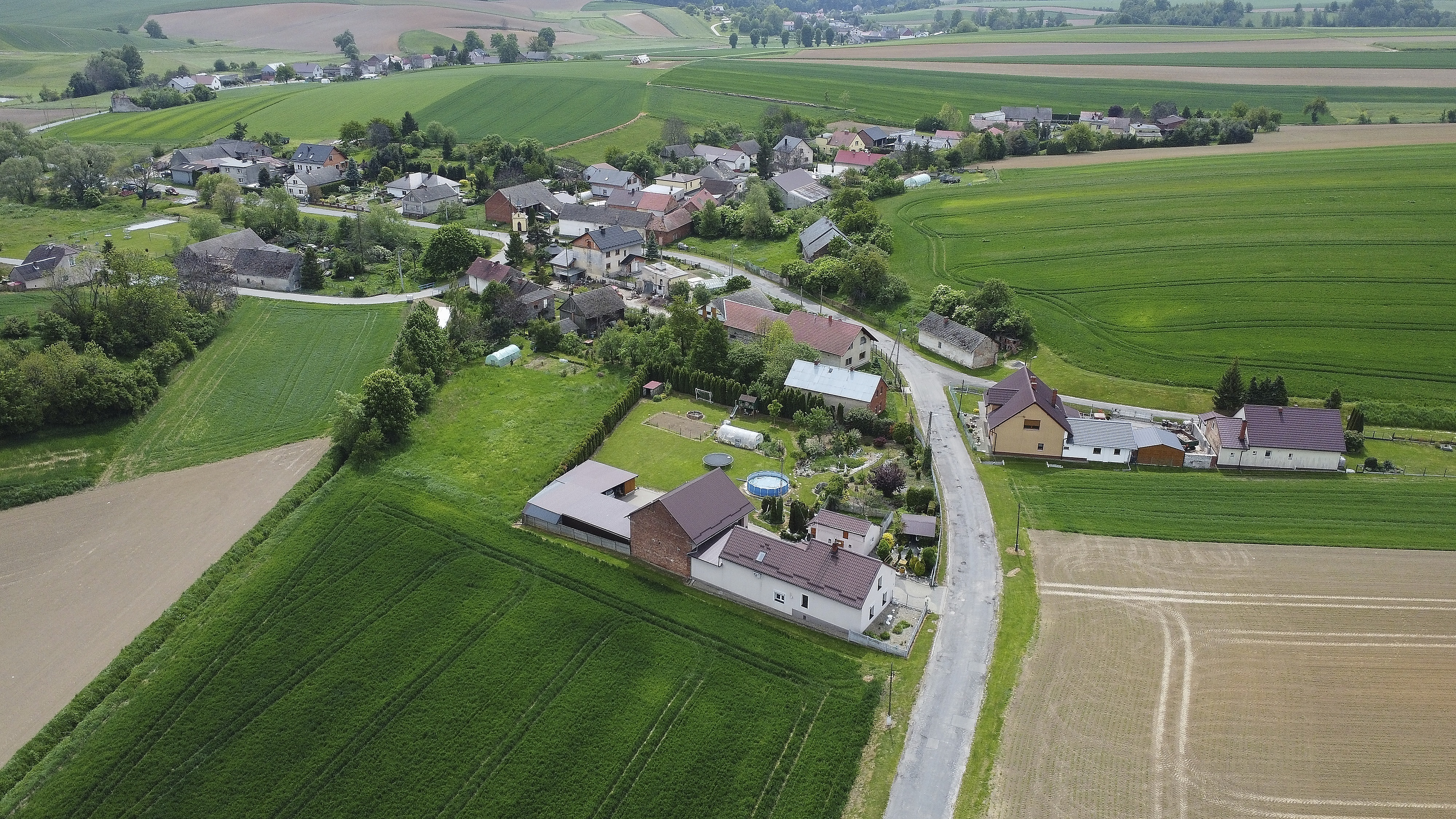
Ansicht aus der Vogelperspektive (2024)

Lanietz, polnisch Łaniec, ist eine Ortschaft in Oberschlesien. Sie liegt in der Gemeinde Groß Neukirch im Powiat Kędzierzyńsko-Kozielski (Landkreis Kandrzin-Cosel) in der polnischen Woiwodschaft Opole.

## Geografie
Lanietz liegt rund acht Kilometer südwestlich vom Gemeindesitz Groß Neukirch, 22 Kilometer südlich von der Kreisstadt Kędzierzyn-Koźle (Kandrzin-Cosel) und 57 Kilometer südlich von der Woiwodschaftshauptstadt Opole.

## Geschichte
Der Ort entstand spätestens im 18. Jahrhundert. Der Ort wurde 1783 im Buch Beyträge zur Beschreibung von Schlesien als Laniez und Lancze erwähnt, lag im Landkreis Cosel und hatte 46 Einwohner und sechs Häuser. 1865 bestand Lanietz aus einem Gut und einer Dorfgemeinde. Das Gut Lanietz gehörte zur Herrschaft Czienskowitz. Zu diesem Zeitpunkt hatte das Dorf zwölf Gärtnerstellen, einen Auszügler und 28 Häuslerstellen. Die Kirche befand sich in Grzendzin und die Schule in Wronin.
Bei der Volksabstimmung in Oberschlesien am 20. März 1921 stimmten im Ort 142 Wahlberechtigte für einen Verbleib Oberschlesiens bei Deutschland und 34 für eine Zugehörigkeit zu Polen. Lanietz verblieb nach der Teilung Oberschlesiens beim Deutschen Reich. Am 8. Mai 1936 wurde der Ort im Zuge einer Welle von Ortsumbenennungen der NS-Zeit in Hirschgraben umbenannt. Am 1. Oktober 1937 wurde der Ort in die Gemeinde Teilbach (später „Grenzen“) eingemeindet. Bis 1945 befand sich der Ort im Landkreis Cosel.
Infolge des Zweiten Weltkrieges kam der Ort 1945 an Polen und wurde der Woiwodschaft Schlesien angeschlossen und in Łaniec umbenannt. Der Landkreis Cosel wurde in Powiat Kozielski umbenannt. 1950 kam der Ort zur Woiwodschaft Opole. 1975 wurde der Powiat Kozielski aufgelöst. 1999 kam der Ort zum neugegründeten Powiat Kędzierzyńsko-Kozielski. Am 29. April 2011 erhielt der Ort zusätzlich den amtlichen deutschen Ortsnamen Lanietz.

## Sehenswürdigkeiten

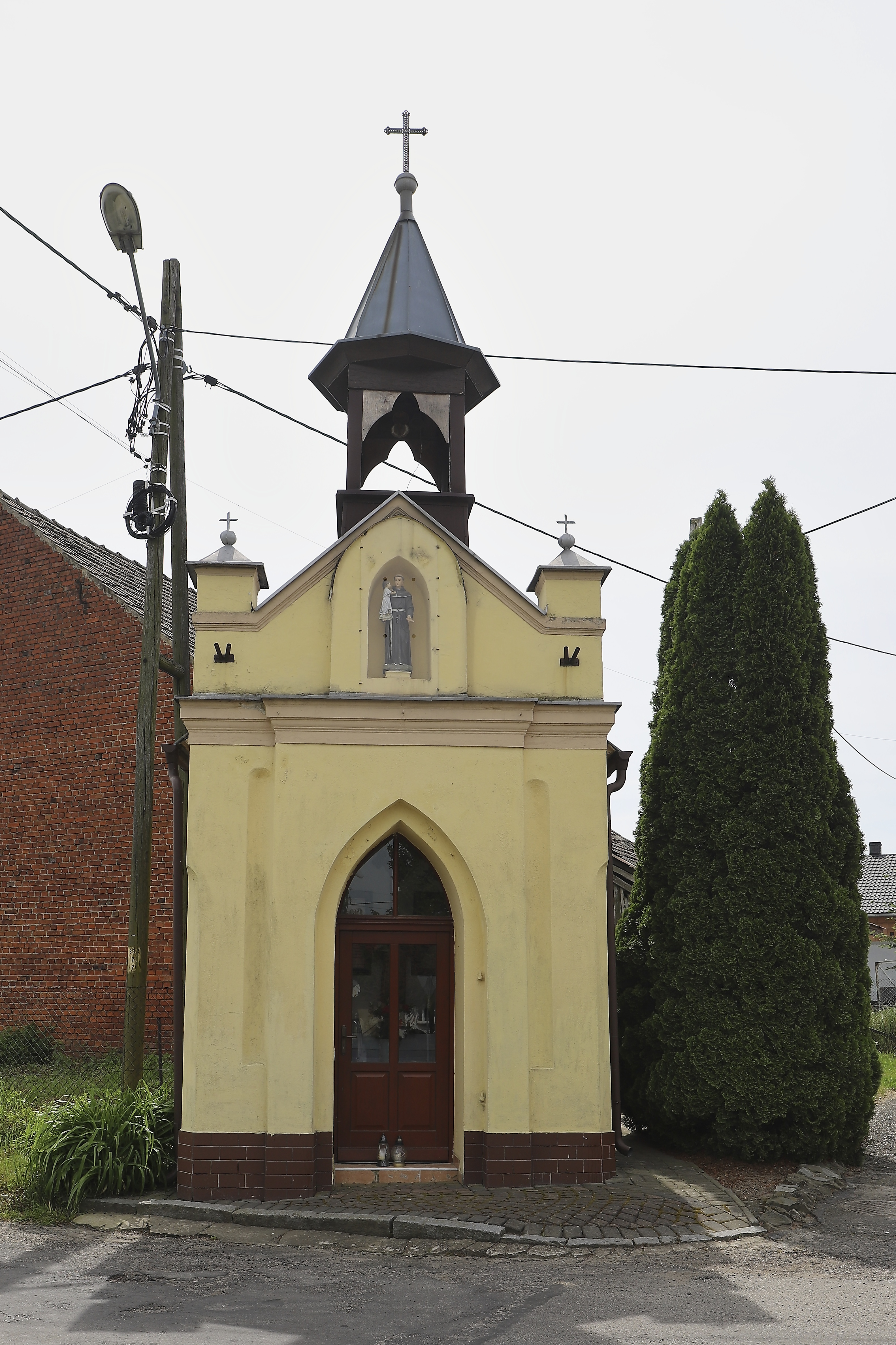
Eine Wegkapelle

- Wegkapellen